# Armando Siri
Armando Siri (Genova, 10 agosto 1971) è un politico italiano.

## Biografia
Giornalista professionista dal 1998, ha lavorato come redattore a Mediaset ed è stato autore di programmi televisivi. Da giovanissimo è stato attivista della Federazione Giovanile Socialista Italiana, amico personale e collaboratore di Bettino Craxi.
Nel 2011 fonda e diventa presidente del Partito Italia Nuova, con cui si candida a sindaco alle elezioni comunali del 2012 a Genova, ottenendo lo 0,6% dei voti.
Nel 2014 collabora con il Segretario Federale della Lega Nord, Matteo Salvini, il quale sposa a tutti gli effetti il progetto di flat tax al 15% che ha portato all'attenzione dei media nazionali grazie al convegno internazionale Aliquota unica: si può svolto insieme a Milano.
Nel maggio 2015 viene nominato responsabile economico e della formazione del soggetto politico Noi con Salvini. È autore della proposta di legge per l'introduzione della flat tax al 15%, depositata presso la Camera dei Deputati nel giugno 2015 dal gruppo parlamentare della Lega Nord. Siri ha personalmente lavorato alla flat tax con Alvin Rabushka, suo ideologo insieme a Robert Hall. Ha inoltre lavorato alla stesura del testo di legge che propone l'introduzione del servizio civile obbligatorio e retribuito per tutti i giovani maggiorenni.
Alle elezioni politiche del 4 marzo 2018 si candida con la Lega di Salvini al Senato e viene eletto nel collegio dell'Emilia-Romagna per la XVIII legislatura della Repubblica Italiana. L'11 giugno viene nominato dal Consiglio dei Ministri Sottosegretario di Stato del Ministero delle infrastrutture e dei trasporti nel Governo Conte I, sostenuto dal Movimento 5 Stelle e Lega.
In seguito all'inchiesta per corruzione a suo carico, il Consiglio dei Ministri revoca a Siri la carica di sottosegretario. È responsabile del programma, coordinatore dei dipartimenti della Lega e responsabile della Scuola di Formazione Politica del partito.
Alle elezioni politiche anticipate del 2022 viene candidato alla Camera come capolista nel collegio plurinominale Emilia-Romagna - 01 non risultando eletto. Nel 2023 il vicepremier e ministro Matteo Salvini lo sceglie come proprio consulente con l'incarico di consigliere per le politiche economiche, del credito e dello sviluppo sostenibile. Tale incarico gli garantisce uno stipendio di 120 mila € all'anno.

### Attività parlamentare
Nel corso della sua attività par relativa alla XVIII legislatura ha depositato in Senato le seguenti iniziative legislative promosse come primo firmatario:
1. S. 1536 Modifiche alla legge 27 luglio 2000, n. 212, in materia di chiarezza e motivazione degli atti e dell'onere della prova in materia tributaria.
2. S. 1577 Disposizioni in materia di definizione agevolata del «saldo e stralcio» per i soggetti diversi dalle persone fisiche che versano in situazioni di difficoltà economica.
3. S. 1578 Istituzione di conti individuali di risparmio (CIR) finalizzati all'acquisto di titoli del debito pubblico da parte dei risparmiatori italiani.
4. S. 1712 Disposizioni in materia di utilizzo ed erogazione del rapporto di conto corrente.
5. S. 1831 Disposizioni in materia di Flat Tax per le famiglie fiscali e di riduzione dell'Irpef e dell'Ires per il rilancio dell'economia e della semplificazione. Implementazione della Fase II e della Fase III dell'introduzione della Flat Tax.

## Procedimenti giudiziari

### Bancarotta fraudolenta (2014)
Nel 2014 patteggia una condanna a un anno e otto mesi per bancarotta fraudolenta in seguito al fallimento di "MediaItalia", società da lui presieduta. L’accusa di bancarotta si fondava su un mancato pagamento di imposte per un valore di 162.000 euro.

### Corruzione (2019 -in corso)
Il 18 aprile 2019 gli viene notificato un avviso di garanzia per ipotesi di corruzione per l'esercizio della funzione. Tutto ruota intorno a una presunta tangente da 30.000 euro, "data o promessa" a Siri, tramite Paolo Arata, in cambio di un “aggiustamento” al Def 2018 sugli incentivi al mini-eolico, che non fu poi presentato.
Il 2 maggio il Presidente del Consiglio Giuseppe Conte in una conferenza stampa annuncia che proporrà in Consiglio dei Ministri (CdM) la "revoca della nomina" per Siri. L'8 maggio 2019 il CdM avvia le procedure per la revoca della carica di sottosegretario.
Il 25 luglio del 2019, nel corso dell’incidente probatorio richiesto dalla Procura della Repubblica di Roma, emerge da Vito e Manlio Nicastri, entrambi coinvolti nell’inchiesta di Palermo sull’eolico assieme a Paolo Arata, che i due non sapevano se Siri fosse a conoscenza della presunta tangente di Arata o se, invece, fosse solo un’intenzione di quest’ultimo mai comunicata allo stesso Siri.
Il 18 dicembre 2020, la Procura di Roma ha chiesto il rinvio a giudizio per Siri, contestandogli due specifici episodi di corruzione.

### Finanziamento illecito (2019 - 2025)
Alla fine di luglio del 2019 è coinvolto in una nuova inchiesta relativa a un mutuo di 750.000 euro concesso da una banca di San Marino, la Banca Agricola Commerciale (BAC), senza garanzie ipotecarie. Sulla vicenda, emersa in gennaio da una segnalazione dell'anti-riciclaggio firmata da un notaio milanese e rivelata prima da un'inchiesta giornalistica di Report e sviluppata in seguito dal settimanale l'Espresso, c'è già stata un'indagine ispettiva della Banca Centrale di San Marino che ha trasmesso gli atti per rogatoria anche alla Procura della Repubblica di Milano. Viene indagato per autoriciclaggio. Il 7 luglio 2022 il Tribunale di San Marino firma il provvedimento di archiviazione per la medesima ipotesi di reato.   
Nel giugno 2024, dopo cinque anni dalla contestazione delle ipotesi di reato e dopo tre anni dalla chiusura delle indagini, viene data notizia della richiesta di archiviazione avanzata dalla Procura di Milano in quanto i finanziamenti ricevuti risultano "del tutto scollegati dall'attività politica, concessi e sfruttati per scopi esclusivamente personali".
Infine nel gennaio 2025 per Siri e gli altri accusati la GIP di Milano dispone l’archiviazione.

## Controversie
Nel 2018 ha dichiarato di non aver mai conseguito la laurea in scienze politiche che gli è stata attribuita in diverse occasioni in passato da almeno il 2004.

## Opere
- La beffa. Unità socialista: storia di un'occasione mancata, D'Alessandro, 1997.
- Collaborazione con Antonio Venier, Il sacco all'Italia. Declino politico e impoverimento nell'era della globalizzazione, Giornalisti, 1999.
- L'Italia nuova. L'inizio, Milano, ADM, 2010.
- La luce e l'ombra. Consapevolezza e responsabilità dell'uomo all'alba di una nuova epoca, Milano, ADM, 2013.
- Eurokrazia. Le origini e la via d'uscita, Milano, Spazio Pin, 2014.
- Flat Tax. La rivoluzione fiscale in Italia è possibile, Milano, Spazio Pin, 2016.
- Flat Tax - Fase II. Sviluppo e analisi della riforma fiscale dal contribuente al reddito familiare, Milano, Formapolis Edizioni, 2019.
- Dipende da te: pensieri e appunti su una nuova società, Milano, Formapolis Edizioni, 2020.